# Grube Napoleon
Die Grube Napoleon war eine Buntmetallerz-Grube des Bensberger Erzreviers in Overath im Ortsteil Untereschbach. Das Grubenfeld Napoleon erstreckte sich in der Umgebung von Großbuchholz.

## Geschichte
Unter dem Namen Primus erfolgte am 10. August 1847 eine erste Mutung durch Johann Wilhelm Hohn aus Obereschbach. Die Mutungsgesuche wurden mehrfach wiederholt. Nach einer Feldesbesichtigung vom 22. September 1855 erfolgte am 22. Februar 1856 die Verleihung auf Bleierz unter dem neuen Namen Napoleon an den Kaufmann C. Bennert zu Köln. Die ursprünglich als Längenfeld verliehene Grube wurde mit Verleihungsurkunde vom 28. Mai 1866 in ein Geviertfeld umgewandelt.

## Betrieb und Anlagen
Über die Betriebstätigkeiten sind keine Unterlagen vorhanden. Nur die vorhandenen Relikte lassen den früheren Bergbau erahnen. In dem Siefen südöstlich des Hofes Großbuchholz ist die Halde des Untersuchungsstollens noch vollständig erhalten. Neben einem verbrochenen Stollenmundloch ist eine etwas größere Halde im Gelände auszumachen.